# Oten Shimokawa
Oten Shimokawa (下川 凹天,  Shimokawa Oten/Hekoten) (Miyako, 2 maggio 1892 – Miyakojima, 26 maggio 1973) è stato un fumettista e animatore giapponese.

## Biografia
È stato uno dei pionieri dell'animazione nipponica. Sin da bambino dimostrò una grande passione per il disegno e nel 1905, finite le scuole secondarie, divenne il primo allievo di Rakuten Kitazawa, il disegnatore fondatore del giornale satirico Tokyo Puck, nonché primo disegnatore professionista di fumetti giapponese. Al giornale Shimokawa lavorò come vignettista caricaturale, finché nel 1916 la casa di produzione Tenkatsu gli offrì di realizzare un senga eiga (ovvero 'film a linee disegnate'). Entusiasta per l'occasione, egli non sapeva tuttavia da dove cominciare, così, in mancanza di manuali che insegnassero le tecniche di animazione, sperimentò diversi sistemi desunti dalla visione delle prime opere occidentali. Compì quindi un primo esperimento, fotografando una sequenza di disegni realizzati con il gesso su una lavagna, ma con esiti fallimentari. 
Predispose, allora, numerose copie di tre diversi tipi di fondali, su cui disegnò i personaggi, cancellando le parti che si sovrapponevano. Per ottenere poi maggiore omogeneità tra le varie scene, realizzò un rudimentale tavolo luminoso a causa del quale, tuttavia, patì gravi disturbi agli occhi che lo costrinsero ad un ricovero in ospedale. 
La sua prima opera ufficiale, Imokawa Mukuzo genkanban no maki (Imokawa Mukuzo, il portinaio) proiettata nel gennaio 1917, venne accolta favorevolmente, anche se non lo soddisfece appieno. Nello stesso anno presentò altre quattro opere, tra cui Dekoboko shingacho - Meian no shippai (Nuove linee irregolari - Il fallimento di una buona idea), che è in realtà la sua effettiva opera prima. Malgrado l'inizio incoraggiante, Shimokawa abbandonò l'animazione alla fine dello stesso 1917 per tornare alle vignette satiriche, arte cui si dedicò per tutta la vita.